# Demerson Bruno Costa
Demerson Bruno Costa (16 de marzo de 1986 en Belo Horizonte, Minas Gerais) es un exfutbolista brasileño. Jugaba de defensa en el Bali United FC.

## Carrera
Demerson comienza su carrera en el Atlético Mineiro, donde fue cedido al America Mineiro hasta 2004, para luego ser transferido al Cor de Alagoas. En Alagoas pasó dos temporadas sin mucho rodaje, y fue cedido al Luziâna FC. 
Después de pasar por estos equipos, se destacó en el Itaúna-MG del 2007 al 2008. Pasó a integrar las filas del Coritiba obteniendo el bicampeonato de la Serie B, siendo el defensor titular del equipo.
Demerson firmó por el Esporte Clube Bahia a principios de 2013.
Cuando ya integraba las filas del Chapecoense, se convirtió en uno de los jugadores que no viajaron en el Vuelo 2933 de LaMia, cuando el equipo de Chapecó iba a jugar la final de la Copa Sudamericana 2016 frente a Atlético Nacional. El vuelo terminó estrellándose, muriendo la gran mayoría del plantel.